# Randolph (Massachusetts)
Randolph és una població dels Estats Units a l'estat de Massachusetts. Segons el cens del 2007 tenia 30.168 habitants.

## Demografia
Segons el cens del 2000, Randolph tenia 30.963 habitants, 11.313 habitatges, i 7.986 famílies. La densitat de població era de 1.187,2 habitants/km².
Dels 11.313 habitatges en un 31,7% hi vivien nens de menys de 18 anys, en un 53% hi vivien parelles casades, en un 13,4% dones solteres, i en un 29,4% no eren unitats familiars. En el 23,6% dels habitatges hi vivien persones soles el 10,5% de les quals corresponia a persones de 65 anys o més que vivien soles. El nombre mitjà de persones vivint en cada habitatge era de 2,71 i el nombre mitjà de persones que vivien en cada família era de 3,25.
Per edats la població es repartia de la següent manera: un 23,3% tenia menys de 18 anys, un 7,2% entre 18 i 24, un 30,9% entre 25 i 44, un 24,3% de 45 a 60 i un 14,3% 65 anys o més.
L'edat mediana era de 38 anys. Per cada 100 dones de 18 o més anys hi havia 88 homes.
La renda mediana per habitatge era de 55.255 $ i la renda mediana per família de 61.942$. Els homes tenien una renda mediana de 41.719 $ mentre que les dones 32.500$. La renda per capita de la població era de 23.413$. Entorn del 2,5% de les famílies i el 4,1% de la població estaven per davall del llindar de pobresa.